# Pomatorhinus ruficollis
Pomatorhinus ruficollis là một loài chim trong họ Timaliidae.